# Jordynn Dudley
Jordynn Dudley (nacido el 21 de noviembre de 2004) es una jugadora de fútbol universitario estadounidense que juega como delantera de los Florida State Seminoles y de la selección nacional sub-20 de Estados Unidos. Ganó el campeonato de la NCAA de 2023 con los Seminoles.

## Primeros años de vida
Dudley se crio en Milton, Georgia, hija de Donald Dudley y Georgette McCray, y tiene un hermano mayor. Comenzó a jugar al fútbol cuando tenía dos años. Asistió a Cambridge High School y obtuvo honores estatales en fútbol durante los cuatro años allí. También jugó baloncesto mientras crecía y se convirtió en la líder anotadora de su escuela secundaria con más de 2000 puntos. Jugó fútbol en clubes juveniles para United Futbol Academy de la Elite Clubs National League (ECNL), y obtuvo honores All-American en 2022-23. Se comprometió verbalmente con la Universidad Estatal de Florida en octubre de 2021, cuando el programa de fútbol estaba dirigido por Mark Krikorian, y firmó una carta de intención nacional en diciembre de 2022 para jugar con el nuevo entrenador en jefe de Florida State, Brian Pensky.

## Carrera universitaria
Dudley hizo su debut con Florida State el 17 de agosto de 2023 contra Texas A&M. Marcó sus dos primeros goles universitarios el 3 de septiembre para ayudar a vencer a South Florida por 5-1. Marcó otro doblete en el empate 3-3 en No. 1 North Carolina el 24 de septiembre. El 29 de septiembre marcó los dos únicos goles en una blanqueada contra Miami. En la postemporada, anotó en la semifinal y asistió en la final para ayudar a ganar el torneo ACC 2023. Marcó tres goles, incluidos dos ganadores, durante las primeras cinco rondas del torneo de la NCAA de 2023. En el juego de campeonato de la NCAA de 2023, convirtió un penalti para abrir el marcador y agregó una asistencia para ayudar a los Seminoles a vencer a Stanford 5-1 y convertirse en campeones nacionales invictos, y fue nombrada la jugadora ofensiva más destacada del torneo. Totalizó 14 goles y 9 asistencias en la temporada 2023 y fue reconocida como la estudiante de primer año del año de la ACC, el primer equipo All-ACC y el primer equipo All-American.

## Carrera internacional
Dudley fue llamado al campo de entrenamiento con la selección nacional sub-14 de Estados Unidos en julio de 2018. Entrenó con el combinado sub-18 / sub-19 en enero de 2023 y luego con la selección nacional sub-20 en abril de ese año. Representó a Estados Unidos el mes siguiente en el Campeonato Femenino Sub-20 de Concacaf de 2023, anotando de cabeza a los 25 segundos del primer partido contra Panamá, y el equipo terminó como subcampeón del torneo detrás de México.